# Ghiacciaio Foolsmate
Il ghiacciaio Foolsmate è un piccolo ghiacciaio situato nella parte nord-occidentale della Dipendenza di Ross, nell'Antartide orientale. Particolarmente ricco di crepacci, questo ghiacciaio, il cui punto più alto si trova a circa 2200 m s.l.m., si trova sulla costa di Borchgrevink, all'estremità nord-occidentale della dorsale Eisenhower, dove fluisce verso nord-est, scorrendo a sud delle Cime Ogden, fino a unire il proprio flusso a quello del ghiacciaio Priestley.

## Storia
Il ghiacciaio Foolsmate è stato mappato da membri dello United States Geological Survey (USGS) grazie a fotografie aeree scattate dalla marina militare statunitense nel periodo 1960-62, tuttavia è stato così battezzato dai membri di una spedizione neozelandese condotta dal 1962 al 1963. Il nome richiama il cosiddetto "matto dell'imbecille" (in inglese: fool's mate), una trappola d'apertura scacchistica che consiste nello scacco matto più veloce possibile nel gioco degli scacchi, tuttavia non è noto perché esso sia stato scelto per questo ghiacciaio.